# Teeth – Wer zuletzt beißt, beißt am besten
Teeth – Wer zuletzt beißt, beißt am besten (Originaltitel Teeth) ist eine US-amerikanische Horrorkomödie aus dem Jahr 2007. Der satirische Body-Horror-Film wurde für ein Budget von 2 Millionen Dollar produziert, feierte seine Premiere am 19. Januar 2007 auf dem Sundance Film Festival und kam am 18. Januar 2008 in limitierte amerikanische Kinos. Der Film erschien in Deutschland nicht in den Kinos, wurde aber am 11. Juni 2010 auf DVD veröffentlicht. Der Titel bezieht sich auf die Vagina dentata der Protagonistin.

## Handlung
Die Jugendliche Dawn O’Keefe fungiert als Sprecherin für die christliche Organisation Promise, die für sexuelle Abstinenz wirbt. Eines Tages hält Dawn während eines Treffens eine positiv aufgenommene Rede über den Purity Ring, den alle Mitglieder tragen müssen. Danach trifft sie auf das Mitglied Tobey, zu dem sie sich angezogen fühlt. Die beiden gehen fortan oft zusammen mit Dawns Freunden Alisha und Phil aus. Dawn fantasiert bereits über eine mögliche Heirat mit Tobey; obwohl er ihr gesteht, dass er ebenfalls etwas für sie empfindet, kommen sie beide zum Schluss, dass sie nicht mehr Zeit miteinander verbringen sollten. Allerdings schaffen sie dies nicht, weswegen sie sich einige Tage später an einem Fluss treffen. Nach dem Schwimmen begeben sie sich zum Wärmen in eine Höhle, wo sie sich küssen. Dawn fühlt sich dabei unwohl und will wieder rausgehen, Tobey wird aber zunehmend aggressiver, weswegen  Dawn in Panik gerät und versucht, ihn von sich weg zu stoßen. Tobey fängt an, sie auf den Boden zu schlagen, wobei sie sich den Kopf anschlägt. Tobey nutzt ihre Benommenheit und fängt an, sie zu vergewaltigen, allerdings wird dabei unvermittelt sein Penis von ihrer Vagina abgebissen. Währenddessen kommt Dawn wieder zu sich und sucht schockiert das Weite.
Dawn versucht zunächst, das Erlebte zu vergessen, und geht wieder zu Promise-Treffen. Nach einem Treffen sieht sie ihren Klassenkameraden Ryan auf einer Tanzveranstaltung. Die beiden kommen ins Gespräch, Dawn wird von ihm nach Hause gebracht. Kurz darauf begibt sich Dawn wieder zum Fluss, um nach Tobey zu suchen, wo sie allerdings nur eine Süßwasserkrabbe findet, die Tobeys abgetrennten Penis frisst. Dawn nimmt ihren Purity Ring ab und wirft ihn ins Wasser. Zuhause recherchiert sie und vermutet eine Vagina dentata zu haben. Sie geht deswegen zu dem Frauenarzt Dr. Godfrey, damit er sie untersucht. Allerdings fängt er an, sie während der Behandlung sexuell zu missbrauchen, indem er ohne Handschuh in sie eindringt, weswegen er vier Finger durch ihre Vagina verliert, die er durch Chirurgen wieder annähen lassen muss. Dawn will danach mit ihrem Fahrrad nach Hause fahren, sieht aber, wie ein Polizist Tobeys Auto fährt und ihm mehrere Streifenwagen folgen. Sie begibt sich erneut zum Fluss, wo Tobeys Leiche gerade aus dem Wasser geborgen wird. Als Dawn aufgelöst zu Hause ankommt, erfährt sie, dass ihre kranke Mutter Kim im Krankenhaus liegt. Sie war zuhause kollabiert; was Dawn nicht weiß, ist, dass ihr Stiefbruder Brad und seine Freundin Melanie dies zwar mitgekriegt haben, allerdings hat Brad Melanie dazu gedrängt, ihr nicht zu helfen, da er ihren Geschlechtsverkehr nicht unterbrechen wollte.
Dawn besucht völlig hysterisch Ryan. Dieser gibt ihr ein Glas Champagner mit einem Beruhigungsmittel und fängt an, sie mit einem Vibrator zu befriedigen, was schließlich zu Geschlechtsverkehr führt. Dawn hat zunächst Angst, ihm ebenfalls weh zu tun, bemerkt aber, dass ihre Vagina nicht zubeißt, wenn sie entspannt und der Sex normal verläuft. Am nächsten Morgen schlafen die beiden erneut miteinander, als ein Freund von Ryan ihn anruft. Ryan behauptet während des Gesprächs selbstgefällig, dass sein Sex mit Dawn Gegenstand einer Wette zwischen ihm und dem Freund sei. Deswegen wird Dawn wütend, weswegen ihre Vagina Ryans Penis abreißt. Dawn lässt ihn stark blutend im Bett zurück und sagt ihm, er solle seine Mutter per Anruf um Hilfe bitten, er überlebt auch und wird von seiner Mutter ins Krankenhaus gebracht, wo ihm der Penis wieder angenäht werden kann. Als Dawn zu Hause ankommt, erfährt sie, dass ihre Mutter in der Klinik gestorben ist. Ihr Stiefvater Bill will deswegen Brad rauswerfen, der allerdings seinen American Pit Bull Terrier auf seinen Vater loslässt und Dawn seine Liebe gesteht. Dawn fährt zu ihrem Stiefvater ins Krankenhaus, auch Melanie befindet sich an seinem Krankenbett. Als sie Bills schwere Verletzungen sieht und von Melanie erfährt, dass Brad absichtlich die Hilferufe ihrer Mutter ignoriert hat, um ungestört Sex zu haben, ist sie auf Rache aus.
Dawn schminkt sich zuhause aufreizend und verführt ihren Stiefbruder. Während sie Sex haben, merkt er beiläufig an, dass er als Kind beim Doktorspiel mit Dawn von ihr in den Finger gebissen wurde. Als er realisiert, dass es sich dabei gar nicht um Dawns Mund handelte, wird sein Penis von ihrer Vagina abgebissen. Sein Geschlechtsteil fällt aus ihrer Vagina auf den Boden, wo es von seinem Hund gefressen wird. Dieser spuckt die Eichel aus, da sich an ihr ein Piercing befindet. Dawn geht und lässt Stiefbruder Brad entmannt und blutend im Bett zurück. Sie fährt mit ihrem Fahrrad davon, als sie einen platten Reifen kriegt und trampen muss. Sie wird von einem älteren Mann mitgenommen und schläft ein. Als sie aufwacht, ist es bereits Nacht, das Auto befindet sich an einer Tankstelle. Als sie aussteigen will, versperrt der Mann mehrmals die Türen. Er deutet mit einer Geste an, dass sie mit ihm Sex haben soll, damit er sie raus lässt. Dawn zögert kurz und sieht in der letzten Einstellung zufrieden in die Kamera, dann lächelt sie verführerisch den Fahrer an.

## Rezeption

### Kritikerstimmen
In der Internet Movie Database erreichte der Film eine Bewertung von 5,4 aus zehn Sternen basierend auf 39.689 abgegebenen Stimmen. Auf Rotten Tomatoes betrug die Kritikerbewertung 80 Prozent basierend auf 60 Kritiken, der Zuschauer-Wert 45 Prozent basierend auf 34.873 Wertungen. Bei Metacritic erhielt der Film eine Gesamtwertung von 57 aus 100 Punkten.
Mark Kermode behauptete im The Guardian, dass die britische Zensurbehörde in den 1980er Jahren wahrscheinlich mit „einer Gartenschere“ auf die „köstlich unkonventionelle, zähe Horrorkomödie“ losgegangen wäre. Schon allein die Vagina dentata hätte dem Leiter James Ferman „Herzklopfen“ beschert. Allerdings sei dies in der heutigen Zeit anders. Der Film sei ein satirischer Angriff auf die keuschen Gelübde konservativer amerikanischer Jugendlicher. Der Regisseur Mitchell Lichtenstein erinnere daran, dass es im Gore-Genre schon immer um mehr ging als um meat and two veg (britische Bezeichnung für männliche Genitalien). Die Hauptdarstellerin Jess Weixler treffe die Balance zwischen Naivität und Bosheit genau. Kermode schloss seine Kritik mit den Worten, dass Teeth zwar eine „proto-feministische“ Agenda habe, allerdings würden alle Fans des „knarrenden Körperhorrors von damals“ von dem „lustigen und ekelerregenden“ schlechten Geschmack des Films begeistert sein.

### Auszeichnung und Nominierungen
Jess Weixler erhielt für ihre Darstellung (zusammen mit Tamara Podemski für die Produktion Four Sheets to the Wind) den Special Jury Prize for Dramatic Performance beim Filmfestival von Sundance. Zudem war der Film selbst für den großen Preis der Jury nominiert. Weixler war im selben Jahr für einen Gotham Award in der Kategorie Bester Newcomer nominiert.

## Synchronisation
Die Synchronisation des Films wurde bei der Christa Kistner Synchronproduktion nach einem Dialogbuch von Carsten Bengelsdorf unter der Dialogregie von Heike Kospach erstellt.
| Rolle        | Darsteller       | Synchronsprecher |
| ------------ | ---------------- | ---------------- |
| Dawn O’Keefe | Jess Weixler     | Rubina Kuraoka   |
| Brad         | John Hensley     | Tobias Nath      |
| Brad (jung)  | Hunter Ulvog     | Christopher Böge |
| Tobey        | Hale Appleman    | Konrad Bösherz   |
| Dr. Godfrey  | Josh Pais        | Frank Röth       |
| Bill         | Lenny Von Dohlen | Bernd Vollbrecht |
| Ryan         | Ashley Springer  | Ricardo Richter  |
| Kim          | Vivienne Benesch | Gundi Eberhard   |
| Alisha       | Julia Garro      | Jill Böttcher    |
| Phil         | Adam Wagner      | Nick Forsberg    |
| Mr. Vincent  | Trent Moore      | Viktor Neumann   |